# Strumigenys fairchildi
Strumigenys fairchildi is een mierensoort uit de onderfamilie van de Myrmicinae. De wetenschappelijke naam van de soort is voor het eerst geldig gepubliceerd in 1961 door Brown.